# Bolapura, Koppa
Bolapura là một làng thuộc tehsil Koppa, huyện Chikmagalur, bang Karnataka, Ấn Độ.